# 장화은행
장화은행(Chang Hwa Bank, CHB; 중국어: 彰化銀行; 병음: Zhānghuà Yínháng; Pe̍h-ōe-jī: Chiong-hòa-gîn-hâng)은 개인 및 기업 고객에게 소매 및 상업 은행 서비스를 모두 제공하는 대만 기반 금융 기관이다.
현재 은행은 7개의 해외지점과 대표사무소를 비롯해 국내 175개 지점, 4개 출장점, 5개 증권브로커를 운영하고 있다(2008년 4월 기준).

## 역사
대만일치시기인 1905년 장화현에 설립되었고 이후 1910년 타이중시로 옮겨졌다. 제2차 세계대전 이후 일본 주식은 중화민국 정부에 인수됐다. 1997년 12월, 대만 지방 정부는 정부의 금융 민영화 정책에 따라 은행 지분을 공개했다. 은행은 1998년 1월 1일 공식적으로 민영화되었다.

## 같이 보기
- 대만의 은행 목록
- 중화민국의 경제
- 대만의 기업 목록